# هيو ماكاي (باحث)
هيو ماكاي (بالإنجليزية: Hugh Mackay)‏ (1938)؛ عالم نفس، صحفي وروائي أسترالي.